# Kačiče - Pared
Kačiče - Pared – wieś w Słowenii, w gminie Divača. W 2018 roku liczyła 128 mieszkańców.